# Matvej Platov

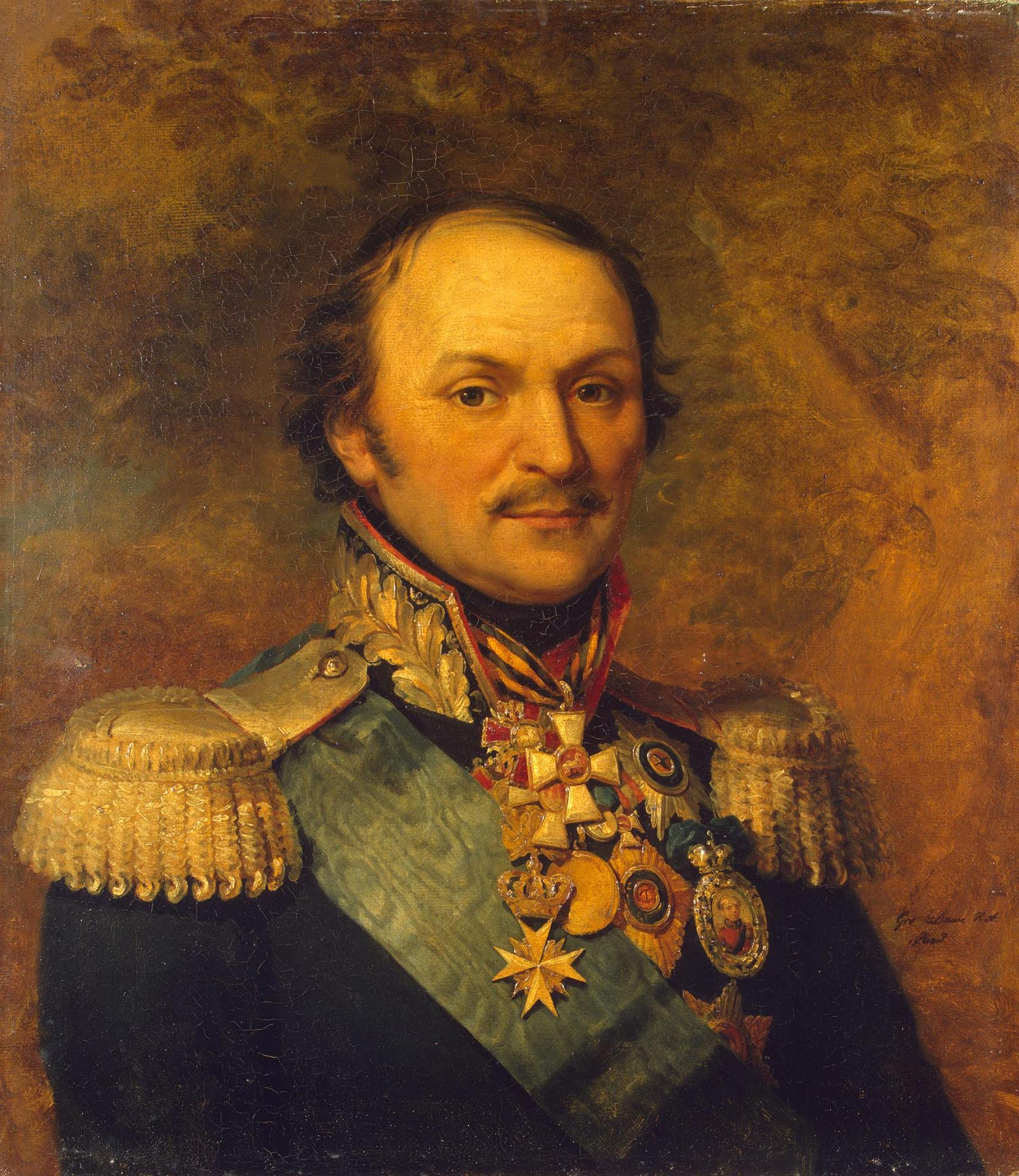
Matvej Platov

Matvej Ivanovitj Platov, född 1753 i Starotjerkasskaja, död 1818, var en kosackisk ataman, rysk general, greve och doktor. Platov hade en brokig men framgångsrik militär karriär. År 1795 utsågs han till donkosackernas ataman men 1797 sattes han i fängelse. Efter frigivandet deltog han i det katastrofala fälttåget mot Indien 1801. Under Napoleonkrigen förde han befäl över samtliga kosacktrupper. Hans trupper spelade en avgörande roll genom att täcka det ryska återtåget mot Moskva. I slaget vid Borodino bidrog han till att rädda de ryska styrkorna undan total undergång. Platov var befälhavare för de kosacktrupper som i stort sett raderade ut Napoleon I:s stora armé under återtåget mot Paris. 1814 mottogs han som en statsman vid ett besök i England. Ett minnesmärke över Platov finns i Novotjerkassk.